# 石夷
石夷是四方神之一，西方之神，又是西方風神。石夷位在西北隅，專司日月之長短。

## 四方風神
在《山海經》中記有四方神、四方風神之名及其職守：
- 《大荒東經》東方風神：折丹。
- 《大荒東經》北方風神：𪂧。
- 《大荒南經》南方風神：因因乎。
- 《大荒西經》西方風神：石夷[2]。